# Kárpathos
Kárpathos er en græsk ø i Dodekaneserne tæt på Tyrkiet. Kárpathos er 282 km2 stor, med ca. 5000 indbyggere.
Øen har en lufthavn, Karpathos Airport, der ligger 15 km fra hovedbyen Pigadia. Der er daglig flyvning til Athen.
Man kan sejle til øen via Kreta eller Rhodos.
Hovedbyen/Havnebyen hedder Pigádia.
- Wikimedia Commons har flere filer relateret til Kárpathos

35°35′N 27°08′Ø / 35.58°N 27.13°Ø